# Tapajosschattenkolibri
Der Tapajosschattenkolibri (Phaethornis aethopygus) ist eine Vogelart aus der Familie der Kolibris (Trochilidae), die endemisch in Brasilien ist. Der Bestand wird von der IUCN als „gefährdet“ (Vulnerable) eingeschätzt. Die Art ist monotypisch.

## Merkmale
Der Tapajosschattenkolibri erreicht eine Körperlänge von etwa 9 cm. Er ist ein kleiner Vogel aus der Unterfamilie der Eremiten mit einem mittelgroßen gebogenen Schnabel. Das Männchen hat braune Zügel, die Wangen und die Ohrdecken sind schwärzlich. Ein blasser Überaugenstreif zieht sich über und hinter das Auge. Die Oberseite ist olivgrün mit einem metallischen Glanz und rötlichen Säumen. Der Bürzel und die Oberschwanzdecken sind intensiv rötlich gefärbt. Die Schwungfedern sind dunkel bräunlich. Der abgerundete Schwanz ist dunkel bräunlich, die Federschäfte rötlich. Alle Steuerfedern außer den äußeren sind an der Basis weiß. Die Ränder zeigen distal weniger rötliche Färbung. Der Wangenstrich ist rötlich, das Kinn darunter weiß. Die Kehle ist schwarz und geht in Richtung Hals und Brust ins Rötlich-Braune über. Der Rest der Unterseite ist rötlich braun und an den Unterschwanzdecken noch intensiver rötlich. Der Oberschnabel ist schwarz, der Unterschnabel matt gelblich mit undeutlich abgesetzter bräunlicher Spitze. Die Beine sind gelblich mit schwarzen Krallen. Das Weibchen unterscheidet sich vom Männchen durch die gelbbraun olive Unterseite mit rötlich brauner Tönung, gewöhnlich mit rötlich braunen Säumen an der Kehle, was dem Kehlfleck ein weniger kräftiges Aussehen verleiht. Die Oberschwanzdecken wirken etwas weniger durchgängig rötlich braun mit größeren grünen Bereichen in der Mitte. Der Schwanz ist eher keilförmig, die mittleren Steuerfedern sind länger mit weißlichen Spitzen sowie breiteren rötlich braunen Rändern. Jungvögel ähneln den Weibchen, doch entwickeln junge Männchen etwas mehr Rötlich-Braun auf der Unterseite.

## Verhalten und Ernährung
Der Tapajosschattenkolibri bezieht Nektar wie andere Kolibris auch. Wahrscheinlich ernährt er sich auch von fliegenden Insekten und Spinnen.

## Lautäußerungen
Der Gesang besteht aus langen schrillen Klängen, die der Tapajosschattenkolibri unaufhörlich ohne Pause zwischen Phrasen von ca. sechs bis acht Sekunden von sich gibt. Eine Phrase umfasst gleichmäßig verteilte einzelne Töne gefolgt von beschleunigt ansteigenden Tönen und endet mit zwei tieferen Tönen. Diese klingen beispielsweise wie tsi...tsi...tsi...tsi-tsi-tse-tsii-tschup-tschup.

## Fortpflanzung
Im frühen Dezember wurde ein Lek entdeckt, an dem sich fünf aktiv singende Männchen beteiligten. Sie waren fast den ganzen Tag über sehr aktiv mit lärmenden Verfolgungsjagden zwischen den balzenden Individuen, die das Lek aufsuchten. Ansonsten ist die Brutbiologie des Tapajosschattenkolibri bisher nicht erforscht.

## Verbreitung und Lebensraum

Verbreitungsgebiet des Tapajosschattenkolibris

Der Tapajosschattenkolibri bevorzugt Primärwälder, toleriert aber auch abgeholzte Areale oder solche, die durch Feuer zerstört wurden. Ein Lek wurde in stark gestörtem Terra-Firme-Wald entdeckt. Man findet den Vogel nahe dem Rio Tapajós, dem Rio Teles Pires und dem Rio Xingu südlich des Río Amazonas im nördlichen zentralen Brasilien.

## Migration
Das Zugverhalten des Tapajosschattenkolibris ist bisher nicht erforscht.

## Etymologie und Forschungsgeschichte
Die Erstbeschreibung des Tapajosschattenkolibris erfolgte 1950 durch John Todd Zimmer unter dem wissenschaftlichen Namen Phaethornis longuemareus aethopyga. Das Typusexemplar wurde von Alfonso Maria Olalla (1899–1971) bei Caxiricatuba am Rio Tapajós gesammelt. 1827 führte William Swainson die Gattung Phaethornis für den Langschwanz-Schattenkolibri (Phaethornis superciliosus (Linnaeus, 1766)) ein.
Der Begriff Phaethornis leitet sich aus den griechischen Wörtern φαέθων phaéthōn für „leuchtend, strahlend“ und ὄρνις órnis für „Vogel“ ab. Aethopygus ist ein griechisches Wortgebilde aus αἴθος; αἴθων aithos; aithōn für „Feuer, brennende Hitze; brennend, feurig“ und -πυγος; πυγή -pygos; pygē für „-steißig; Bürzel, Steiß“. Eine Zeit lang wurde der Tapajosschattenkolibri als Hybride aus der Strichelkehl-Schattenkolibri-Unterart (Phaethornis rupurumii amazonicus Hellmayr, 1906) und dem Rotschattenkolibri (Phaethornis ruber Linnaeus, 1758) angesehen.